# Blois-Vienne
Pour les articles homonymes, voir Blois (homonymie) et Vienne.
Blois-Vienne, ou le quartier Vienne (en latin : Vienna), désigne communément la partie-sud de Blois, séparée du reste de la ville par la frontière naturelle qu’est la Loire, et qui correspond aux quartiers Saint-Saturnin, de la Creusille, des Métairies (collège et cimetière) et de la Vacquerie, et peut aussi inclure les hameaux de Bas-Rivière, de Béjun, l'Arcou et Aigrefins, bien que ces deux derniers soient administrativement rattachés à la commune de Chailles. Autrement dit, il s’agit aujourd’hui de la rive gauche de la ville.
Ce quartier d’environ 6 000 habitants actuellement constitue l’héritage matériel de l’ancienne bourgade de Vienne-lez-Blois, restée indépendante du domaine royal jusqu’au début du XVIIe siècle, durant lequel elle a été rattachée à la ville, d’abord avec un statut de faubourg, puis de quartier.

## Géographie

### Généralités
Que Blois-Vienne ait été à proprement parler une île fluviale de mémoire d'hommes ou non, le quartier s'est construit au cœur du val de la Loire (large à Blois de 2,2 km), sur le lit majeur du fleuve, et constitue par conséquent une entité naturellement distincte des communes voisines sur plusieurs points.
Géographiquement, la Loire est une frontière nette avec le reste de Blois. Entouré de digues et du déversoir de la Bouillie, Vienne se retrouve naturellement isolé des communes pourtant limitrophes de Vineuil, Saint-Gervais-la-Forêt et Chailles (à l'exception chailloise de l'Arcou, collé à Bas-Rivière). En termes d'axes de communication, Vienne s’articule principalement autour de l'avenue Wilson, avec les quais de la Loire au nord (vers Tours), la rue de la Croix-Rouge au centre (vers Bas-Rivière par le cimetière), et la semi-rocade que forme la RD 951 en contournant Vienne par le sud. Par conséquent, en cas de trop fortes crues, l'ensemble des habitants du quartier est susceptible d'être évacué car le pont Jacques-Gabriel est le dernier axe possible de communication ; en de telles circonstances, Vienne est en effet occasionnellement coupé du reste de la rive gauche (la dernière fois datant de 2016).
| Bourg-Moyen et Puits-Châtel | Saint-Jean |                        |
| Quartier du Foix            | Vienne     | Vineuil                |
| Les Grouëts                 | Chailles   | Saint-Gervais-la-Forêt |

### Hydrologie
Blois-Vienne s'est intégralement construite sur le lit majeur de la Loire, qui borde le quartier sur sa façade nord-ouest. De ce fait, aucun cours d'eau ne parcourt l'intérieur du quartier.
Par le Sud, le quartier est délimité par le Cosson dont le lit s'est établi au pied du coteau de la rive gauche de la Loire. À l'est de Vienne, le Cosson est rejoint par un petit affluent, la Noue.

### Paysages et reliefs
Le quartier s'étant développé sur le lit majeur de la Loire, au cœur de son val, entre son lit ordinaire et le coteau de la rive gauche, Vienne présente un paysage relativement plat, si l'on exclue des digues artificielles qui l'entoure de toute part,.
Par sa situation au centre du val de Loire, sur le lit majeur du fleuve, le quartier bénéficie d'un microclimat, souvent proche de celui de la Sologne et du Blésois auquel Vienne appartient géographiquement. Les vents y sont naturellement plus forts sur les bords de Loire. Néanmoins, le manque de rivière et de boisement important en Vienne peut, notamment en été, accentuer l'effet de plaine propre à la Beauce.

### Lieux-dits et écarts
- Les Acacias,
- Bas-Rivière,
- Béjun,
- Les Boires,
- Les Bords de Loire,
- La Bouillie (ou la Boire),
- Le Bout du Long Boyau,
- Le Cimetière,
- Le Collège,
- La Creusille (ou le Port),
- L'Église (ou Saint-Saturnin ou l'Église de Vienne),
- L'Éperon,
- La Fouleraie,
- Le Glacis,
- Les Grands Champs,
- Les Grands Clouseaux,
- Les Levées,
- Les Métairies,
- Milletris,
- La Motte (ou anciennement la Croupille),
- Le Parc Expo,
- Le Pré Poisson,
- Le Pré Rocheron,
- Les Rabateux,
- Les Sablons,
- Les Touches,
- La Vacquerie,
- Verrières,
- Vladivostok.

### Voies de communication et transports

#### Infrastructures routières
Le quartier Vienne s'articule principalement autour de différents axes de circulation :
- par l'avenue, c'est-à-dire du Nord au Sud avec l'avenue Wilson et la D 956b reliant Vienne au centre-ville de Blois par le pont Jacques-Gabriel et à Saint-Gervais-la-Forêt[Note 2] ;
- par les quais[Note 3], c'est-à-dire d'Est en Ouest avec les levées de la Loire (au nord du quartier),
- par les boulevards d'enceinte[Note 4], c'est-à-dire par l’actuelle D 951 (au Sud), qui permettent de rejoindre les autres ponts sur la Loire (et la voie rapide) ainsi que les communes de Chailles ou de Saint-Dyé-sur-Loire[Note 5].

Bien qu'étant une rue classique, la rue de Bas-Rivière constitue la D 91 rejoignant la D 751 à Chailles. Cette même rue est rejointe par la rue de la Croix-Rouge, qui permet une jonction similaire vers le milieu de l'avenue Wilson.
La rue Croix-Boissée et la rue des Ponts-Chartrains ont historiquement bordé le centre-bourg de Vienne. Toutes deux sont étroites et par conséquent à sens unique de circulation : la première allant vers le Sud, la seconde vers le Nord et la Creusille.

#### Transports en commun
Le quartier est essentiellement desservi par le réseau d'autobus d'Azalys, le nom commercial du réseau de transports de l'agglomération blésoise, exploité par la société Keolis Blois.
Parmi ses lignes régulières, Vienne est desservie par :
- la ligne A qui parcourt l'avenue Wilson et permet de relier la zone d'activités commerciales de Vineuil et la Polyclinique en passant par les quartiers Nord et la zone d'activité industrielle Blois-Nord.
- la ligne D qui traverse tout le quartier depuis le pont Jacques-Gabriel jusqu'à Béjun en passant par le collège Blois-Vienne et la piscine Aggl’eau.

Ces deux lignes, exploitées tous les jours de la semaine, desservent également la gare ferroviaire et routière ainsi que le centre-ville.
Du lundi au samedi, l'avenue Wilson est desservie par la navette N1, qui dessert le centre-ville, le quartier Saint-Jean, le Haut-Bourg et la gare ferroviaire.
En période scolaire, le quartier est également desservi par la ligne S14 permettant aux lycéens et étudiants de rejoindre le quartier des Provinces (et notamment la cité scolaire Robert-Badinter et le lycée Dessaignes), par la S2 pour les élèves du lycée Horticole et du collège Blois-Vienne, mais également par des lignes scolaires (de S70 à S75) desservant ce même collège.

#### Circulation douce
L'ancien chemin de halage des bords de Loire et le port de la Creusille s'inscrivent sur le parcours de la Loire à Vélo, qui s'inscrit elle-même sur la route de l'EuroVélo 6 qui traverse le continent européen d'est en ouest.
La partie sud de l'axe de l'avenue Wilson est dotée d'une piste cyclable, comme d'autres permettent de rejoindre la piscine Aggl’eau. Un réseau de bandes cyclables relie également l'avenue Wilson au collège Blois-Vienne via la rue Cobaudière.

Le panneau M9 « sauf cycles ».

Par ailleurs, l'ensemble des rues à sens unique pour les automobilistes sont à double sens cyclable.
Dans le cadre du plan vélo-piéton de 2023, la municipalité a émis sa volonté d'établir, sur le même modèle des lignes de bus d'Azalys, plusieurs lignes vélos avec comme objectif d'élimier les discontinuités entre les différents aménagements cyclables. Deux lignes permettraient ainsi de desservir Blois-Vienne.

### Risques majeurs

#### Inondations
Historiquement, Vienne a été plusieurs fois inondée, provoquant diverses pertes humaines et matérielles, ainsi que des évacuations. De nos jours, le plan de prévention des risques d'inondation (PPRI) prévoit plusieurs niveaux en cas de montée du niveau de la Loire :
- à 4,30 m : début de la phase de surveillance ;
- à 4,80 m : le port de la Creusille est submergé, et la route de Blois à Chailles coupée au niveau des ponts sur le Cosson (dans l'axe de l'avenue Wilson mais aussi celui des ponts Saint-Michel) ;
- à 4,90 m : le déversoir de la Bouillie est inondé, Vienne coupée du reste de la rive gauche, et la traversée du pont Jacques-Gabriel réglementée[Note 7] ;
- à 5,40 m : évacuation générale de Vienne ;
- à 6,35 m : des ruptures des levées de la Loire deviennent une menace réelle ;
- à 6,80 m : l'usine des eaux serait affectée avec pour conséquence l'interruption totale de la distribution d'eau potable sur l'ensemble de la ville.

Ce plan prend comme référence la pire crue connue, celle du 3 juin 1856, lors de laquelle la Loire avait atteint un record de 6,78 m au niveau du pont Jacques-Gabriel.

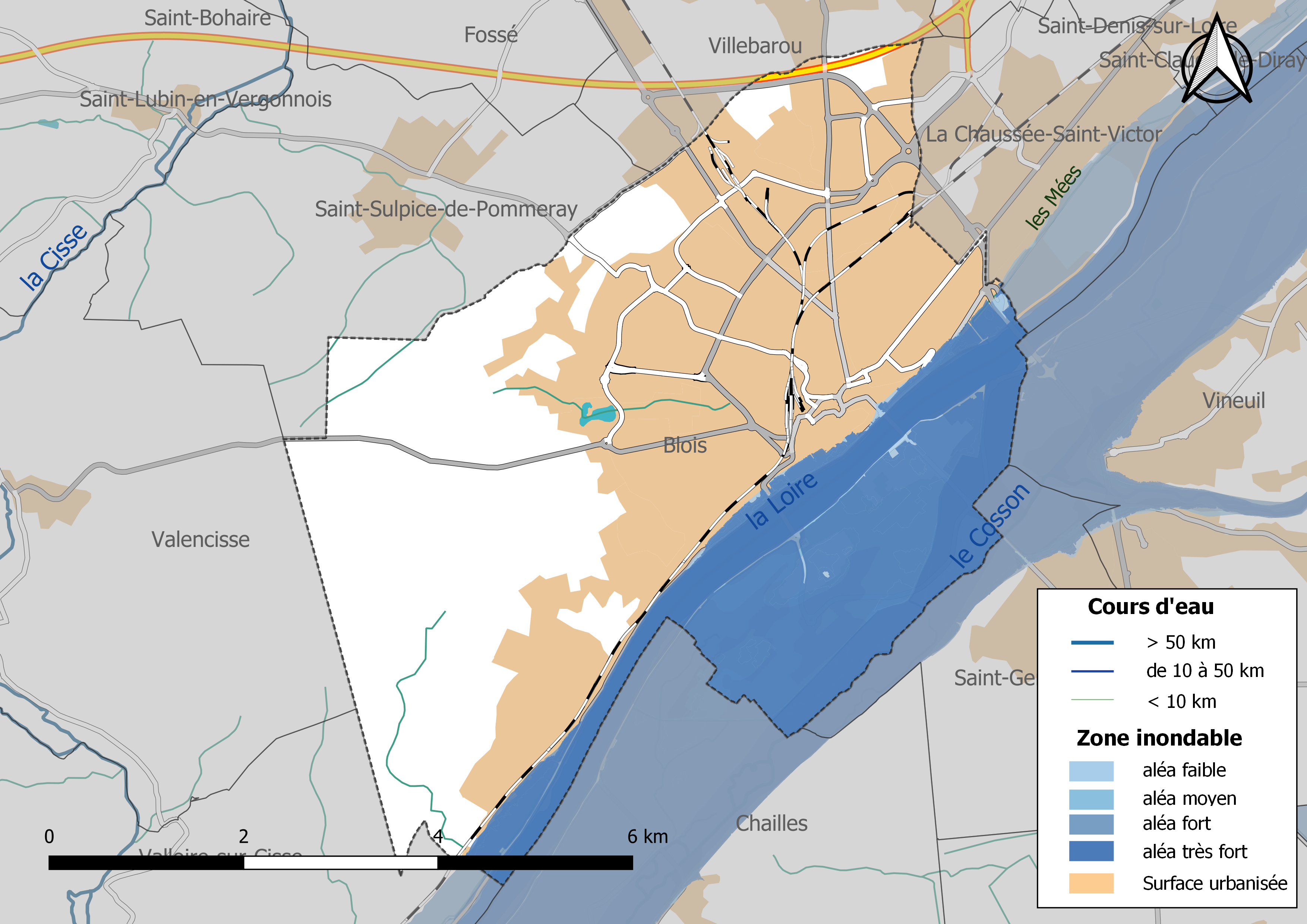
L'intégralité du quartier Vienne est considérée comme inondable.

La dernière crue importante date du 7 décembre 2003, la Loire ayant atteint les 3,78 m. Néanmoins, la dernière fois que l'intérieur de Vienne a été inondé remonte à la crue de 1907 ; l'eau avait alors atteint les 5,63 m.
En bordant le quartier Vienne par le sud, le niveau du Cosson est également à prendre en considération, même si les inondations de ce côté ont tendance à être plus rares et moins destructrices. Néanmoins, la crue du 2 juin 2016 a par exemple suffit à isoler le quartier du reste de la rive gauche, ; le Cosson ayant atteint les 3,17 m au niveau de Chailles.
Ces conditions justifient l'entretien ponctuel des levées entourant Blois-Vienne –le dernier renforcement datant de 2021–, le mantien d'un déversoir crucial tel que celui de la Bouillie, ainsi que le risque de coûts élevés liés aux pertes agricoles des cultures du val. Néanmoins, même si les habitants ne courent aucun risque grâce à une éventuelle évacuation (voir PPRI ci-dessus), le manque d'une liaison viable vers la rive gauche (vers Chailles, Saint-Gervais-la-Forêt ou Vineuil) en cas d'inondation du val constitue un risque important quant à la paralysie du quartier en cas d'inondation moyenne ou modérée (à partir de 4,80 m pour la Loire au niveau du pont Jacques-Gabriel ou 3 m pour le Cosson au niveau de Chailles).

#### Sécheresse
Les mouvements de terrains susceptibles de se produire sur la commune sont principalement liés au retrait-gonflement des argiles. Ce phénomène est la conséquence d'un changement d'humidité des sols argileux. Les argiles sont capables de fixer l'eau disponible mais aussi de la perdre en se rétractant en cas de sécheresse. Ce phénomène peut provoquer des dégâts très importants sur les constructions (fissures, déformations des ouvertures) pouvant rendre inhabitables certains locaux. À Blois, l'état de catastrophe naturelle liée à ce phénomène a été déclenché en 2018, en 2019, en 2020 et en 2022. La carte de zonage de cet aléa peut être consultée sur le site de l'observatoire national des risques naturels Georisques.

#### Risques technologiques
Le risque de transport de marchandises dangereuses sur le quartier est lié à sa traversée par des routes à fort trafic, notamment sur les levées de la Loire et sur la D951. Un accident qui se produirait sur de telles infrastructures serait en effet susceptible d'avoir des effets graves au bâti, à la biodiversité ou aux personnes jusqu'à 350 m, selon la nature du matériau transporté.
Malgré sa proximité avec la centrale nucléaire de Saint-Laurent-des-Eaux (située à 24 km), le quartier n'est pas inclus dans le périmètre concerné par le plan particulier d'intervention de la centrale en cas d'accident grave. Bien qu'existant, le risque nucléaire est jugé minime sur l'ensemble des quartiers de Blois.

## Histoire

### Antiquité
Le passé du quartier à cette époque est très peu documenté mais, en 2013, des fouilles archéologiques conduites par l’Institut national de recherches archéologiques préventives (INRAP) ont montré que Vienne était occupée par des chasseurs-cueilleurs dès 6 000 ans avant notre ère (il y a donc 8 000 ans), puis par des Gaulois (plus précisément par des membres du peuple des Carnutes) dès le IVe siècle avant notre ère. Le quartier, bien différent de sa configuration actuelle, était à l’origine propice à être entouré d’eau en cas de fortes pluies ou d’inondations. En effet, Vienne s’est construite sur ce qui constituait autrefois une île fluviale, mais faute de débit suffisant, il ne s’agissait alors que d’une sorte de presqu’île, entourée d’espaces marécageux, devenant une véritable île uniquement en temps de crues,. D’autres historiens estiment cependant que Vienne constituait une île fluviale à proprement parler, même après l’Antiquité. Quoi qu’il en soit, la Loire a servi de protection naturelle aux habitants d'une agglomération profitant de sa localisation : en plus du fleuve qui constituait un axe de communication majeur, Blois était déjà un important carrefour entre Beauce et Sologne durant le Haut-Empire.
Le village gaulois aurait été baptisé Evenna, découlant lui-même du nom de l’île qui fut nommée Insula Evenna (littéralement « île de Vienne », où Evenna signifierait « rivière » en ancien celte). Bien que probable, cette appellation n'est cependant pas vérifiable, faute de documents d'époque.
Il semble que les Carnutes du IVe siècle av. J.-C. ont néanmoins préféré s'établir jusqu'au Ier siècle av. J.-C. sur une montille au lieu-dit de la Croupille, vers l'actuelle rue de la Motte. Cette motte se trouvait alors en face de la motte des Capucins, sur la rive droite. L'artisanat, et en particulier la métallurgie, constituait leur principale activité. Cette agglomération de la Motte semble cependant avoir été abandonnée au Ier siècle av. J.-C., au profit d'un bourg qui se constitue plus en amont, face au Bourg-Moyen naissant de la rive droite.
Après la conquête de la Gaule par les Romains au Ier siècle av. J.-C., un premier pont de bois est construit entre les Ier et IIe siècles de notre ère (dit pont antique), dont les fondations sont visibles de nos jours, lorsque la Loire est à l’étiage. Proche de ce point de franchissement du fleuve, un sanctuaire est érigé et délimité par un fossé, incluant en son sein un fanum et des édicules.
Auparavant, la présence de ponts à duits sur la Loire et les fouilles archéologiques démontrent que les deux rives cohabitaient déjà depuis longtemps,,,, bien que les mœurs ont, semble-t-il, toujours différé entre les deux rives.
Néanmoins, lors du processus de romanisation, entamé au Ier siècle après J.-C. avec l’établissement des civitas, l’île semble avoir été le refuge de Gaulois anti-romains, alors que les habitants souhaitant s’intégrer à l’Empire se réunirent sur la rive droite.
En terme d'urbanisme également, le quartier était alors relativement différent de celui du XXIe siècle. Grâce aux travaux de l'archéologie préventive depuis les années 1990, il est aujourd'hui admis que Vienne s'organisait autour d'un quadrilatère irrégulier contenu entre la Loire au nord et les rues actuelles Parmentier à l'ouest, des Ponts Chartrains à l'est, et l'axe des rues de la Croix Rouge et Dupré au sud. Un carrefour net semble alors avoir existé au centre du quartier, à la jonction des rues Bertheau, Clerancerie et Croix Boissée, cette dernière étant d'ailleurs rectiligne et alignée avec la rue Munier et le pont antique.
Une première administration de la ville est créée sous l'empereur Auguste, et est dépendante de la cité des Carnutes dont la capitale se trouve à Chartres. Administrativement, le pays blésois constituait alors une enclave au sud de la cité, cerné par les cités des Turones à l'ouest, des Bituriges au sud, et de Cenabum (détachée des Carnutes vers 330) à l'est,,. Les monnaies retrouvées à la Motte démontrent néanmoins le commerce régulier à Blois entre les Carnutes leurs voisins gaulois, même avant la conquête romaine. Entre les IVe et Ve siècles, le pays blésois est administré par l'un des sept pagi de la cité des Carnutes.

### Moyen Âge et Renaissance

#### Le bourg indépendant

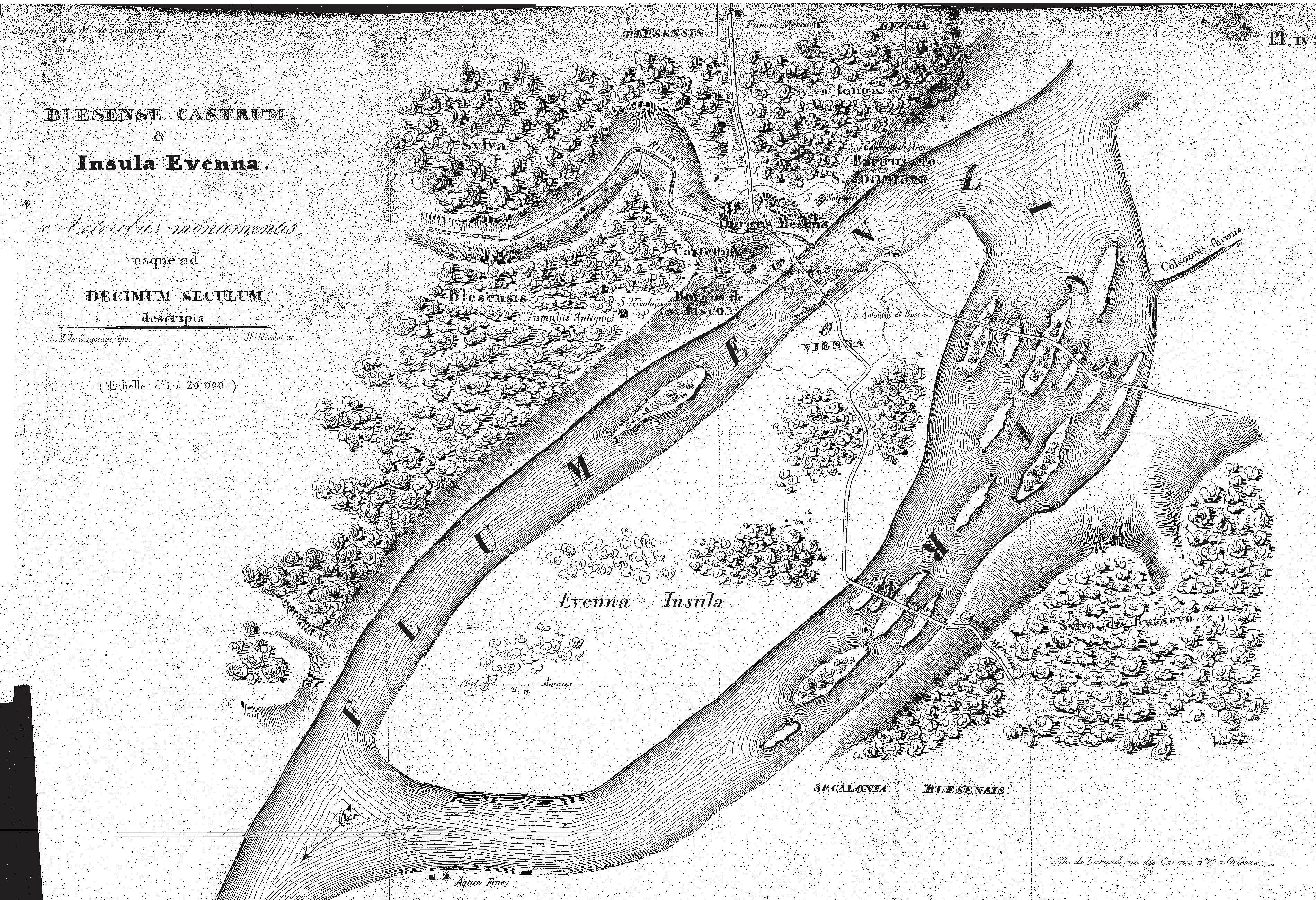
Carte de l’île de Vienne, avec les ponts Chartrains et Saint-Michel.

Lorsque le pouvoir se féodalise au IXe siècle, le quartier est une seigneurie distincte mais vassale du comté de Blois, ayant adopté le nom de Vienne-lez-Blois (plus tard orthographié Vienne-lès-Blois), et dont le plus ancien seigneur connu est ainsi Raymond de Vienne, mentionné en 1169. Le village est administré par la paroisse Saint-Saturnin, établie au sein de la chapelle Saint-Antoine-des-Bois, sur la rive gauche, en face de l'abbaye de Bourg-Moyen (rive droite) dont elle dépend. Le pont médiéval, en bois, est érigé au XIe siècle sous l’impulsion des comtes. Le développement du commerce ligérien et du port de la Creusille permettent une prospérité constante au bourg viennois. De nombreux pèlerins, alors sur le chemin de Saint-Jacques-de-Compostelle par la voie de Paris et de Tours y font régulièrement escale, faisant l'affaire des aubergistes qui prospèrent aux côtés de tanneurs, bateliers et pêcheurs. L'activité pastorale faisait également partie de l'identité médiévale de Vienne.
Le bourg de Vienne s’articule principalement autour de deux axes partant du pont médiéval, vraisemblablement construit sous le comte Eudes II de Blois au milieu du XIe siècle. Le premier axe longeant la Loire jusqu’au port, avant de rallier les ponts Chartrains menant à Vineuil ; tandis que le second rejoignant l’église puis la croix dite Boissée (d'où la courbure au milieu de la rue éponyme) et le quartier des Métairies pour rejoindre les ponts Saint-Michel menant à Saint-Gervais-la-Forêt. Ces axes existent toujours au travers :
- vers Vineuil : quai Amédée Contant - rue des Ponts Chartrains ;
- vers Saint-Gervais : quai Villebois-Mareuil - rue Croix Boissée - rue de la Croix Rouge - rue des Métairies.

Au Moyen Âge particulièrement, ces deux axes font d'ailleurs partie de la Via Turonensis, puisque aussi bien le passage sur le pont Saint-Louis que l'entrée au sein des fortifications de Blois étaient soumis à un péage.
Les hameaux de Béjun et Bas-Rivière, situés en aval, sont quant à eux peuplés de quelques fermes et métairies (odonyme).

#### Guerre de Cent Ans etXVesiècle
Malgré sa proximité avec la frontière du domaine des Plantagenêt (qui ont Tours et Amboise sous leur autorité), le quartier n'est pas directement impacté par la guerre de Cent Ans. Vienne, à cette époque peu dense et relativement pauvre, ne semble pas s'être munie de fortifications, à l'inverse de Blois avec son rempart.

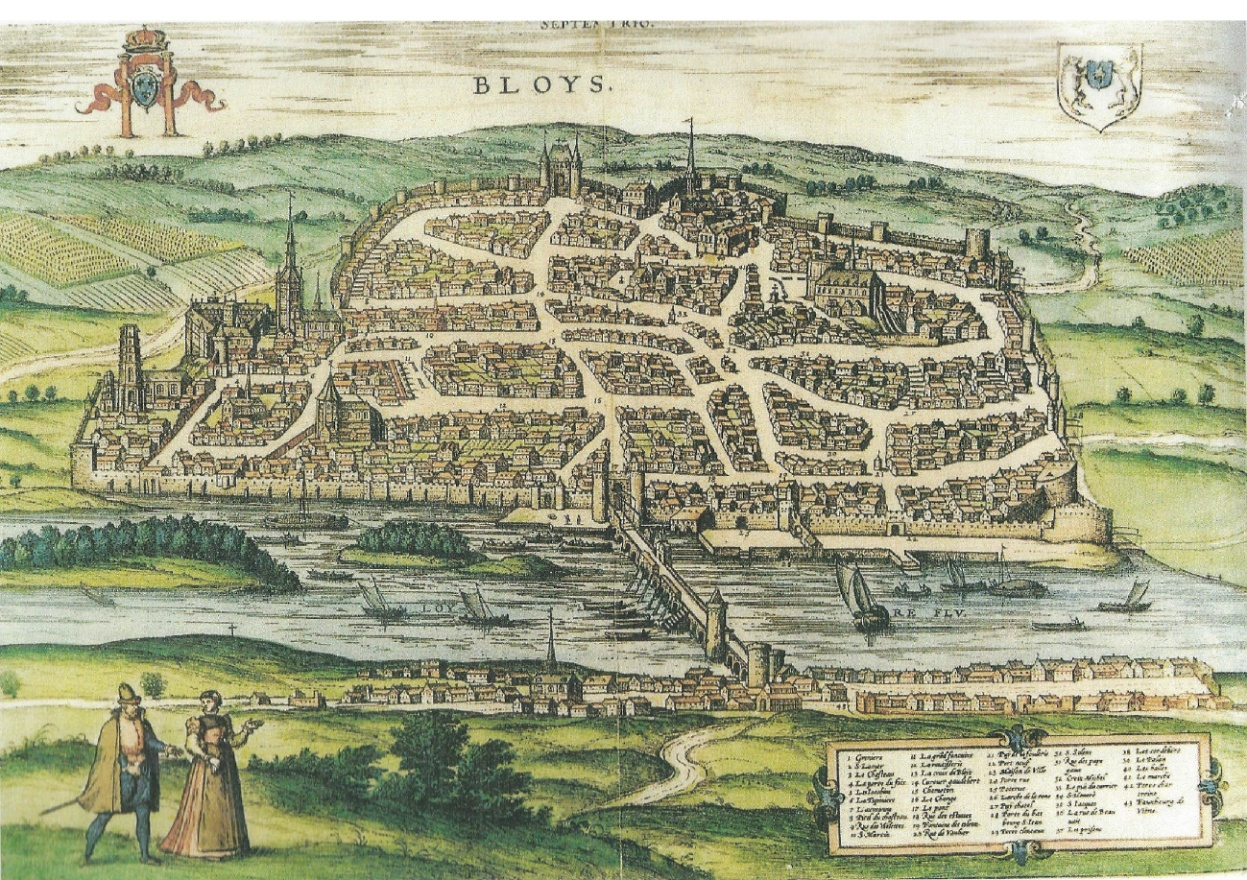
Vue du bourg de Vienne avec Blois en arrière-plan, par François de Belleforest (1575).

Les moines y ouvrent un premier hôpital dès le XVe siècle, en pleine guerre de Cent Ans.
Le 27 avril 1429, Jeanne d'Arc traverse le quartier afin d'aller libérer Orléans par le sud.

#### Renaissance
En 1498, le duc d'Orléans et comte de Blois est couronné roi de France en tant que Louis XII, qui installe sa cour à Blois. Si Vienne ne fait pas encore partie de la municipalité, le village appartient pleinement au comté. Sa position géographique privilégiée (rive gauche de la capitale blésoise) permet au faubourg d'accélérer son urbanisation.
La construction de la nouvelle église Saint-Saturnin débute sur ordre de la reine Anne de Bretagne, nouvellement installée à Blois après son remariage avec Louis XII, mais l'édifice resta inachevé lorsqu'elle meurt en 1514.
À partir de 1515, les religieux requièrent au nouveau roi François Ier la construction d'un nouveau cimetière pour répondre à l'augmentation des décès (conséquence directe de l'augmentation de la population). Typique du style Renaissance et accolé à la nouvelle église, l'aître Saint-Saturnin devient le lieu d'inhumation des Viennois jusqu'à la Révolution.

### Ancien régime

#### Guerres de religion
En février 1568, les Huguenots mettent à sac les édifices religieux de Blois : en Vienne, ils attaquent l'église Saint-Saturnin (alors placée sous le vocable de Saint-Cerny) et incendient la charpente du bâtiment. Les travaux de reconstruction, réalisés entre 1570 et 1578, ont remplacé la charpente en bois par des voûtes d'ogives.

#### Rattachement à la ville de Blois
Le bourg est rattaché à Blois en 1606, sous le règne d’Henri IV, lorsque Philippe de Béthune, dernier seigneur de Vienne, l’échangea avec le domaine royal (le comté ayant été intégré au domaine près de 40 ans auparavant) quelques terres en Sologne,. Les hameaux de Bas-Rivière et de Béjun, à l’ouest de l’île, passent quant à eux sous la juridiction de la commune de Chailles.
En 1657, le duc Gaston d’Orléans, en sa qualité de comte de Blois par apanage et candidat malheureux à l’accession au trône, s’éloigne du château pour s’établir sur la rive gauche de la Loire, près de l’église Saint-Saturnin. À sa mort en 1660, sa résidence est convertie en hôpital général.
Le 10 décembre 1700, la rue de la Chaîne est parcourue par trois petits-fils de Louis XIV, à savoir les princes Louis, Charles et Philippe ; ce dernier étant justement en convoi pour recevoir la Couronne d'Espagne sous le nom de Philippe V ou plutôt, Felipe V.
En 1772, le viennois Rangeard-Germonière devient le premier habitant d'un faubourg à être élu échevin de la ville de Blois.

#### Un nouveau trait d’union entre Blois et Vienne

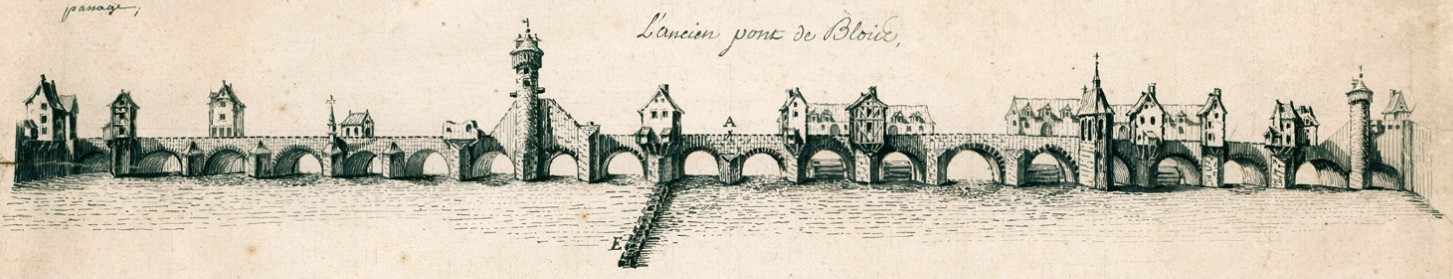
Gravure du pont médiéval entre Blois -à droite- et Vienne -à gauche- (archives municipales)

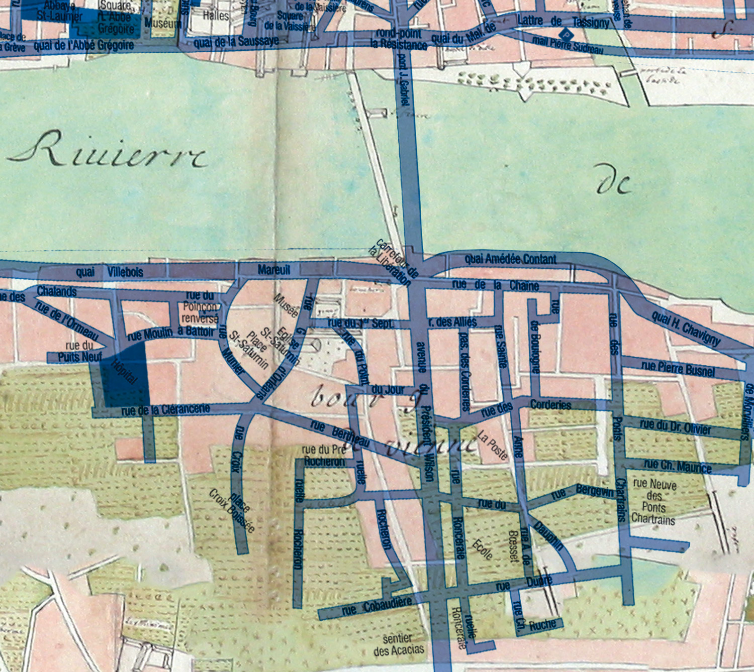
Le tracé des rues redessinées du faubourg Vienne après la construction du pont Jacques-Gabriel

En février 1716, le pont médiéval s’effondre sous la pression d’une violente débâcle de la Loire. C'est le duc Philippe d'Orléans, en tant que suzerain du comté de Blois désormais rattaché à son duché d'apanage, qui demanda à son oncle, le roi Louis XIV, de prendre en charge les travaux. Dès l'automne, Jacques Gabriel, l’architecte principal du roi, est chargé de la construction d’un nouveau pont qui finira par porter son nom. Aidé d'un bataillon de 600 hommes du régiment de Piémont, il en profita pour consolider les levées déjà existantes tout autour du faubourg,. En 1717, le chenal de la Bouillie est aussi asséché par une digue, ralliant ainsi l’île de Vienne à la rive gauche. À la place est ainsi créé un déversoir inondable en cas de crue (aussi appelé boire en Val de Loire) afin de protéger les zones habitées.
La construction d’un pont à 70 mètres en amont du précédent mène également Vienne à reconsidérer son artère principale. Les ponts Saint-Michel ainsi que les ponts Chartrains sont progressivement abandonnés au profit du développement de routes praticables dans les marais asséchés. Ainsi, bien que le pont Jacques-Gabriel est achevé en 1724, ce n'est qu'en 1771 que la route nationale est créée en ligne droite dans l'axe du pont vers Saint-Gervais avec la construction d'un pont sur le Cosson, mais ce n'est pas avant 1776 que l'avenue de Saint-Gervais, renommée avenue du Président Wilson au XXe siècle, est finalement percée (au détriment de la rue Croix Boissée qui sera délaissée). Entre-temps, l'architecte Charles Gendrier permet la construction du quai de la Chaîne (actuel quai Amédée Contant), inauguré en 1765.

### Après la Révolution

#### Vienne face aux caprices de la Loire
Déjà au XVIIIe siècle, Vienne a régulièrement dû faire face à des crues plus ou moins importantes. La débâcle de 1716 avait également provoqué une inondation puis, en 1755, la digue cède au niveau de la Fosse Bigarée (à côté de l'actuelle rue de la Croix Nard). Plus tard, une autre débâcle fait déborder la Loire en Vienne en février 1784. Juste avant la Révolution, l'hiver 1788 a été si rigoureux que la Loire était gelée pendant une quarantaine de jours, ce qui provoqua une nouvelle inondation dans le faubourg à partir du 19 janvier 1789.

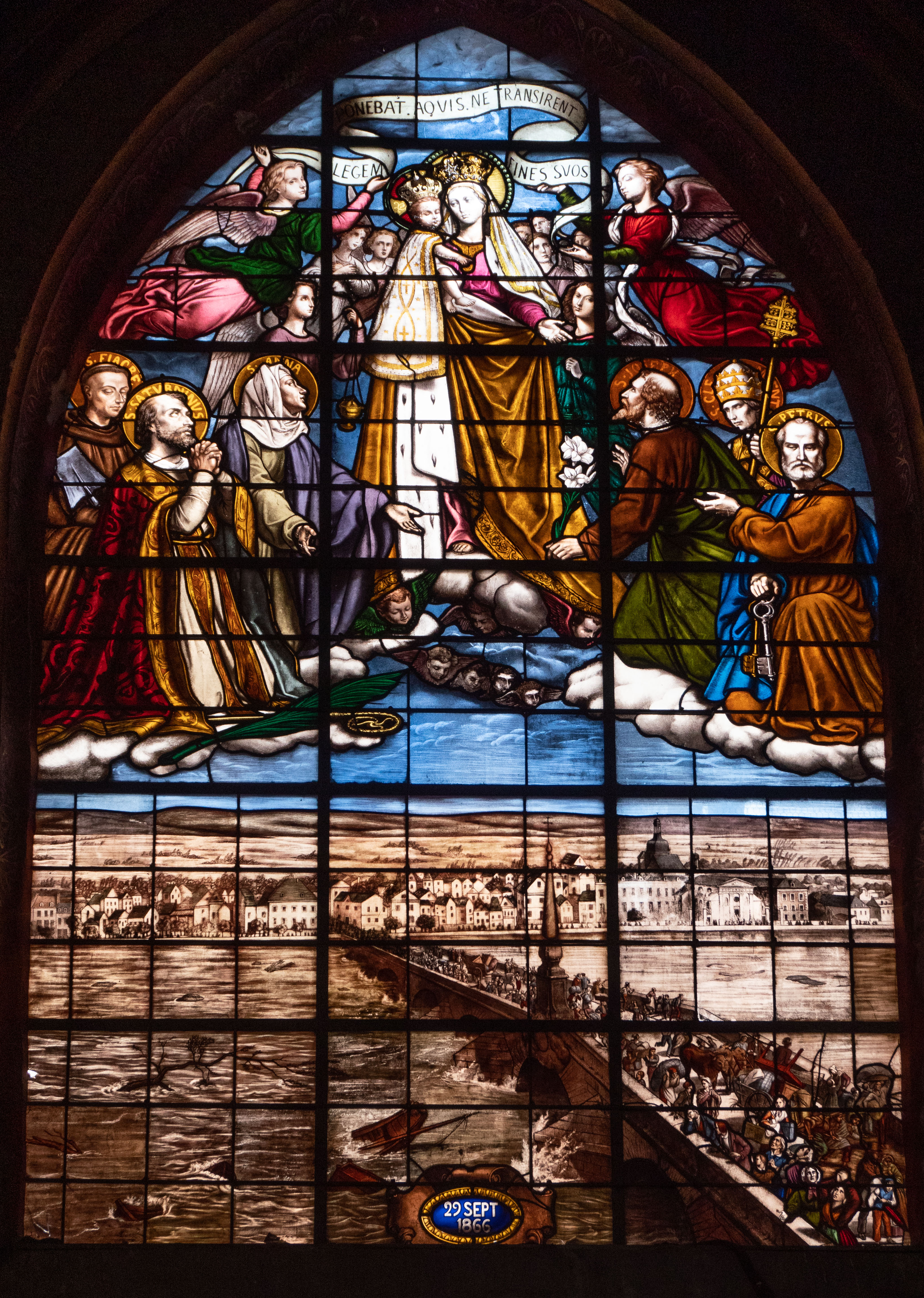
Vitrail de l’invocation faite à Notre-Dame-des-Aydes pour sauver le faubourg de Vienne des crues en 1866

Après la Révolution, le faubourg affronte difficilement les crues centennales du XIXe siècle qui se succèdent, d’abord en octobre 1846, puis celle de juin 1856 (la pire de toutes les inondations enregistrées à Blois depuis 1789, où près de 90 % de Vienne est alors submergée), et une nouvelle fois en septembre 1866. Peu après suivra également celle d'octobre 1907, la plus importante du XXe siècle.

#### Époque moderne
La Révolution de 1789 et le rejet des révolutionnaires des symboles religieux mènent les Jacobins de Vienne à procéder en 1793 au changement de la Croix Boissée, et y établissent une Colonne des Droits de l'Homme habillée d'un bonnet phrygien. Le monument est néanmoins restauré en croix en pierre lors de la Restauration.
Entre-temps, la défaite de Napoléon à Waterloo en 1815 plonge la France dans l'occupation. Blois se retrouve coupée en deux pendant trois ans : la rive droite est occupée par des soldats prusses, Vienne par des soldats français.
La route de Loches à Blois (ou levée de Chailles), qui relie Vienne à Chailles le long de la Loire, est aménagée entre les années 1820 et 1840.
Au début de la révolution industrielle jusqu'en 1850, Vienne est le seul faubourg de Blois à héberger des industries, avec notamment une poterie, une brasserie et une scierie mécanique à vapeur.
Dans les années 1860, le peintre blésois Ulysse Besnard quitte son poste de directeur du musée municipal pour se consacrer à la céramique dans un atelier en Vienne. Le suivirent ses disciples, dont : Émile Balon, Alexandre Bigot, Gaston Bruneau, Josaphat Tortat, Adrien Thibault.
Durant la guerre franco-prussienne, la ville est occupée mais le faubourg est le théâtre de l’assaut des généraux Pourcet et Chabron depuis Cheverny. Leur victoire du 28 janvier 1871 (odonyme), soit quelques jours avant l’entrée en vigueur de l’armistice, permit la libération de Blois, malgré le pont coupé et la passerelle provisoire impraticable.

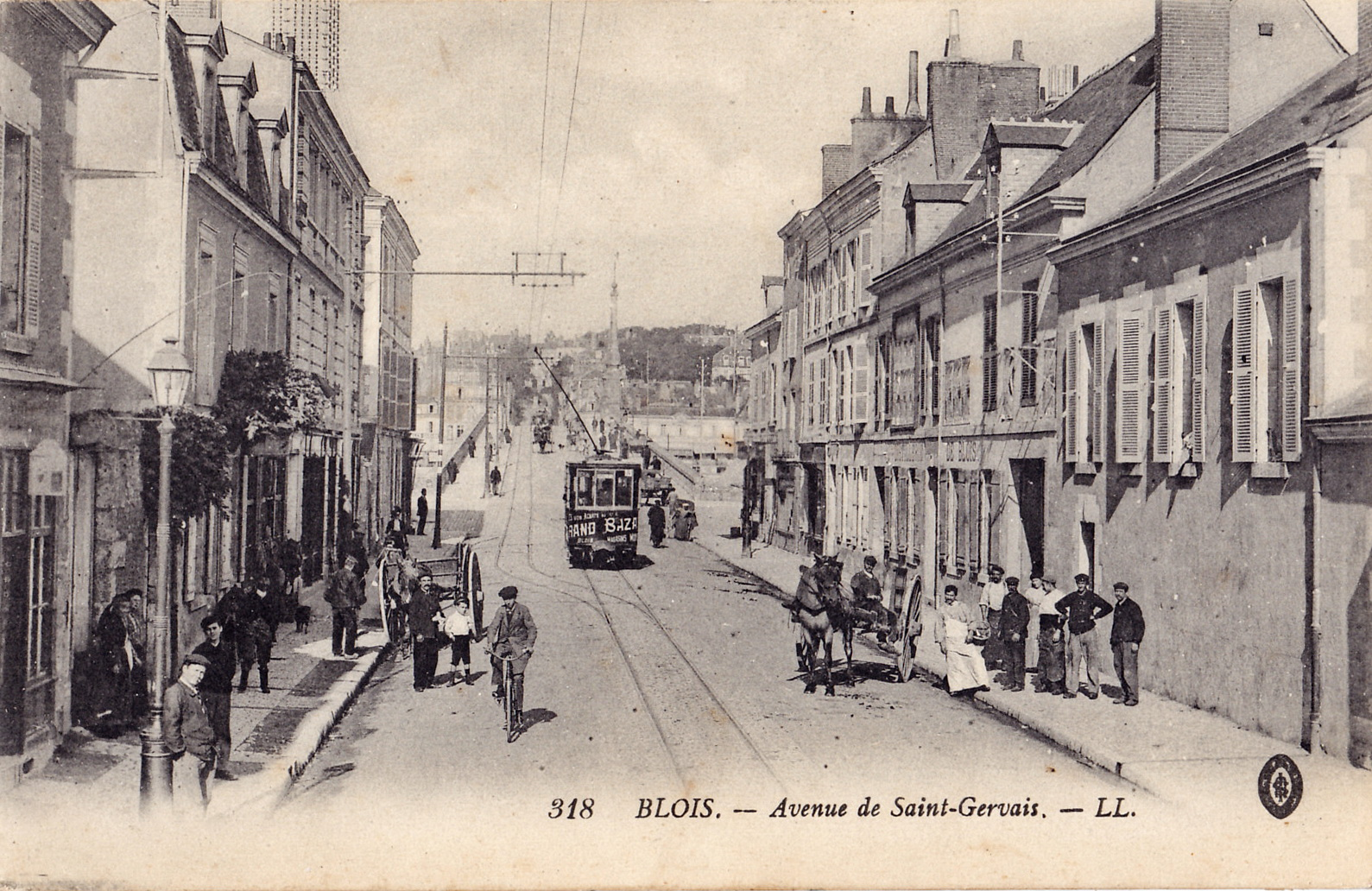
Un rame du Tramway électrique blésois (TEB) traversant l'actuelle avenue Wilson.

L’arrivée du chemin de fer à Blois en 1846 amorce le délaissement du port de la Creusille, qui doit se réinventer. En 1888, les rails arrivent même en Vienne, avec l'ouverture d'une première gare dans la rue Ronceraie dont les tramways à vapeur donnaient accès au réseau sud des Tramways de Loir-et-Cher (TLC). En 1910, c'est la ville de Blois qui se munit d'un réseau municipal de tramway électrique. Vienne est ainsi traversé par les lignes ①, ③ et ④ du tramway de Blois (TEB) qui empruntent deux voies communes sur l'avenue de Saint-Gervais. Enfin, à partir de 1913, le réseau départemental des TLC est complété par les Tramways Électriques de Loir-et-Cher (TELC), qui construisent une seconde gare, proche de la première, dans la rue Dupré, et inaugurent la ligne Amboise–Cléry qui dessert également une station à Bas-Rivière. Au total, le faubourg est à cette époque connecté à de nombreuses destinations : Lamotte-Beuvron, Saint-Aignan, Montrichard, Romorantin, Amboise, Cléry, Selles-sur-Cher. Le service survit à la Première Guerre mondiale mais les trois réseaux de tramways sont supprimés du département lors de la Grande Dépression, en 1934.

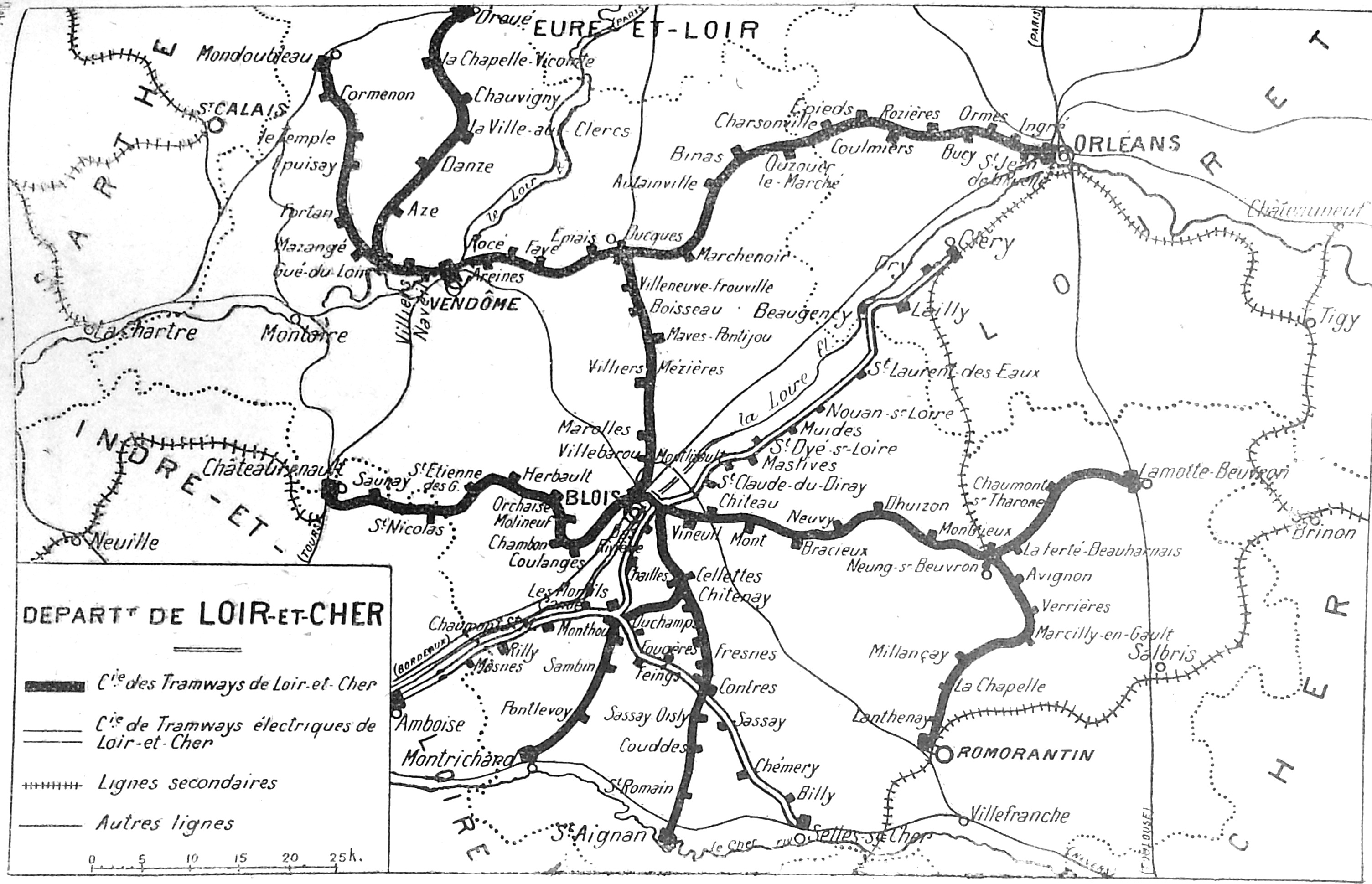
Plan du réseau départemental de tramways à son apogée en 1928.

Dans les années 1930, des membres du cirque Amar s’installent dans le quartier des Métairies et laissent un odonyme. Un lotissement toujours présent aujourd’hui est construit dans la 2e Impasse Sourderie. L’École Blésoise du Cirque opère toujours dans ce secteur.

### Vienne pendant la Seconde Guerre mondiale

#### Invasion allemande de 1940
Pendant la Seconde Guerre mondiale, le faubourg voit d'abord traverser une foule de réfugiés fuyant les territoires envahis par l'Allemagne Nazie, dans le Nord-Ouest de la France. Comme les Blésois de la rive droite, les Viennoises et les enfants de moins de 13 ans sont à leur tour appelés à évacuer à partir du 14 juin 1940 au soir (l'arrêté municipal ayant été placardé à 23 h). Bien que les premiers obus aient été tirés sur la rive droite dès le 15 à 2 h du matin, les abords ouest du pont, en Vienne, sont touchés le 16 au matin. Vers midi, le dépôt de mazout prend feu, formant une épaisse fumée noire dans tout le quartier. L'ancienne gare de Blois Électrique est réquisitionnée au profit des soignants mobilisés à la bourse du travail. Le pont est coupé le 18 vers midi à l'initiative des Blésois pour ralentir l'avancée des troupes allemandes, qui pénètrent dans la ville le soir-même. Le lendemain, des échanges d'obus ont lieu entre les deux rives, et les forces françaises, alors en Vienne, touchent plusieurs monuments, dont la Préfecture, le Tribunal ainsi que l'escalier Denis-Papin. Le 20, les soldats sont cependant contraints de se replier plus au sud, à Montrichard (Romorantin étant déjà tombée aux mains des Nazis). Le 21, tous les Blésois valides présents en ville sont réquisitionnés à la kommandantur, alors située en centre-ville (3, rue Porte-Côté), afin de rétablir l'état des routes de l'agglomération. Le 22 est signé l'armistice qui place l'État Français à la solde du Troisième Reich et Blois au nord de la ligne de démarcation. Parmi les soldats français prisonniers, les Nazis fusillent 6 soldats coloniaux. Ces derniers furent inhumés par les locaux dans le cimetière de Vienne.

#### Sous l'occupation
Sous l'occupation, le pont étant rompu, les Viennois qui sont restés et les Nazis devaient alors utiliser des bacs depuis la Creusille afin de rejoindre la rive droite, avant que ne se construise une passerelle provisoire. Les éléphants du cirque Amar participent à la main d'œuvre en Vienne notamment au transport de marchandises et au labour.

#### Libération du quartier en 1944
Après le débarquement, le pont est de nouveau détruit après deux bombardements le 14 et le 27 juin 1944 de la US Air Force,. Le 16 août, le quartier sert cette fois de refuge aux derniers Nazis après le soulèvement de Résistants survenu sur la rive droite. Les soldats, essentiellement des Jeunesses hitlériennes, finissent par faire exploser l'obélisque et les trois arches centrales du pont. Alors que les Blésois fêtent la libération de Paris le 25, Vienne fut finalement libérée deux semaines plus tard, le 1er septembre (odonyme), après un dernier incendie provoqué par l'occupant qui s'est enfui vers le sud.

### Époque contemporaine
L'îlot entre la rue Gaston d’Orléans et l'avenue Wilson, détruit par les bombardements allemands, est reconstruit entre 1945 et 1957 selon les plans de l'architecte Paul Robert-Houdin, petit-fils du célèbre prestidigitateur blésois. Les rue des Alliés et rue du 1er Septembre ont été percées à cette période afin de rejoindre l'avenue Wilson.
En 1970, un deuxième pont est construit sur la Loire pour relier Vienne à la rive droite par l’est, le pont Charles-de-Gaulle, puis un troisième par l’ouest en 1994 avec le pont François-Mitterrand, des noms de deux présidents de la Ve République.
L'Association de Loisirs et Culture en Vienne (ALCV) est créée en octobre 1980, sous l'impulsion de Bernard Valette, devenu maire de Blois en l'an 2000.
Au cours des années 1980, des constructions voient le jour sur le secteur de la Bouillie. Y sont aménagés un parc des expositions, un hippodrome, des terrains de football, des jardins familiaux, ainsi que des habitations. La mairie remporta non sans mal gain de cause contre les nouvellement propriétaires ou occupants de ces logements, invités à ne pas investir cette zone inondable. Depuis, d’autres équipements ont été construits dans l’enceinte des levées, comme la piscine Aggl’eau ou les courts de tennis municipaux.
En 1995, l’extraction de sable, alors pratiquée par des cribleurs depuis le Moyen Âge, est interdite car jugée néfaste au fleuve.
Depuis 2016, Vienne a pu bénéficier du programme d’Aménagement Cœur de Ville–Loire (ACVL) de la mairie pour réaménager l’intégralité de l’avenue Wilson. Le quartier est également desservi par l’une des deux lignes de navettes gratuites mises en place par la société de transports Azalys.
D’autres projets sont en cours de réalisation à l’heure actuelle, dont la réhabilitation du clos Saint-Saturnin ou encore celle du déversoir de la Bouillie. En 2022, l’ancienne résidence de Gaston d’Orléans et hôpital de Vienne a été convertie en hôtel-restaurant de luxe.

## Anciens odonymes
Naturellement, de nombreuses rues ont changé de nom au cours de l'histoire, dont :
- l'avenue de Saint-Gervais, devenue l'avenue du Président Wilson[68],
- la levée de la Garde, renommée levée des Acacias[A 11],
- la place de la Libération, devenue la place du colonel Henri Rol-Tanguy en 2014[69],
- le quai de l’Hôpital, devenu le quai Villebois-Mareuil[58],
- le quai de la Chaîne, devenu le quai Amédée Contant[A 6],
- la route de Loches à Blois, devenue le quai Aristide Briand[A 10],
- la rue du Déversoir, devenue la rue Dupré[48],
- la rue du Mûrier, devenue la rue Munier[34],
- la partie nord de la rue Croix Boissée a été renommée rue Gaston d’Orléans,
- la partie ouest de la rue, devenue la rue du 1er Septembre (la partie est n'ayant été percée qu'en 1940 à la suite des bombardements),
- la ruelle de, devenue la rue de l'Ormeau.

De la même manière, la Ville de Blois a également annoncé en 2023 le changement de nom de plusieurs écoles, dont en Vienne, :
- l'école maternelle Clerancerie, renommée en hommage à Pauline Kergomard, pionnière de l'école maternelle en France ;
- l'école maternelle et primaire de Bas-Rivière, rebaptisée en l'honneur de Lucie Aubrac, figure nationale de la Résistance lors de la Seconde Guerre mondiale ;
- le lycée horticole, adoubé du nom du botaniste marseillais Charles Plumier.

## Culture

### Patrimoine

#### Monuments historiques et sites classés
Blois-Vienne abrite plusieurs monuments ou sites classés :
- l'aître Saint-Saturnin :  Inscrit MH (1886),
- l'église Saint-Saturnin :  Inscrit MH (1942),
- les bords de Loire et le port de la Creusille :  Patrimoine mondial (2000),
- les ponts Chartrains et Saint-Michel :  Inscrit MH (2006).

#### Lieux d’intérêts
L'avenue Wilson et ses commerces constituent aujourd'hui l’axe principal du quartier, le traversant du nord-ouest au sud-est, dans la continuité du pont Jacques-Gabriel. L'église Saint-Saturnin se trouve sur un axe parallèle, accessible depuis la rue Croix-Boissée. À proximité, l'aître éponyme est l'un des quatre derniers de France, et l'ancienne résidence du duc Gaston d'Orléans surplombe la Loire avec le panorama blésois.
Sur la rive viennoise, les fronts bâtis rassemblent toutes les caractéristiques de cet élément architectural typique du Val de Loire : ouverts sur le fleuve et marqués par un pont, des levées, des quais, un habitat groupé, le tout autour d’une église et d’un port. Par ailleurs, ceux du quai Villebois-Mareuil ont été conçus par l'architecte blésois Paul Robert-Houdin, petit-fils du prestidigitateur Jean-Eugène, dans le cadre des reconstructions d'après-guerre.
L'ancien port de la Creusille a été aménagé en parc urbain le long du fleuve puis, depuis l'an 2000, inscrit comme patrimoine mondial par l'UNESCO. Inscrite dans le patrimoine ligérien plus qu'aucune autre partie de Blois, Vienne fait naturellement partie du programme de La Loire à vélo et de la 6e Route européenne à vélo. Ainsi, les bords de Loire sont praticables à vélo, sauf en cas de crues.
Pour les promeneurs à pied, la mairie a installé des clous de bronze qui retracent l'histoire du quartier au travers des rues de l'ancien centre-bourg. Des repères des crues de 1856 et de 1866 sont aussi présents un peu partout dans le quartier (abords d'écoles, Creusille, rue de la Chaîne, etc.).
De nombreuses autres traces de l’histoire sont visibles en Vienne. Par exemple, subsistent depuis la Renaissance différentes maisons à pans de bois, des pièces de faïences à même les façades, ou des auberges. Bien que l'hôtel des Trois-Rois (mentionné en 1577 comme l'hôtel des Trois-Maures) a laissé sa place à l'hôtel du Pavillon, l'auberge de la Creusille (également citée dès le XVIe siècle) est aujourd'hui un restaurant gastronomique.

#### Croix et octroi de Vienne
Au Moyen Âge, les portes de Vienne étaient souvent indiquées par la présence d'une croix, signe de l'entrée sur le territoire d'une paroisse. Ainsi, une Croix des Pêcheurs se tient à l'extrémité nord-est de Vienne, à la sortie du port de la Creusille. Elle fut érigée pour protéger les bateliers et pêcheurs des dangers du fleuve. La Croix Boissée marquait l’entrée sud du bourg. D'abord située au carrefour de la rue Croix Boissée et de la rue Cobaudière, celle-ci fut par la suite remplacée par une croix de pierre et déplacée au milieu de la rue odonyme. Plus loin vers l'ouest, la Croix Rouge se tenait au carrefour des routes menant à Bas-Rivière d'un côté, et à Saint-Gervais-la-Forêt via les anciens ponts Saint-Michel. Enfin, une Croix du calvaire de Bas-Rivière signifie l'entrée du hameau homonyme, encore plus à l'ouest.
Lorsque le bourg a été intégré à la ville de Blois en 1606, un octroi a été construit au début de l’actuelle avenue Wilson pour marquer l'entrée de la ville (et donc, le paiement de taxes de péage).

#### Bâtiments ou services disparus
- Ancien théâtre Monsabré (détruit en 1940),
- Cinéma « Les Césars » (reconverti en galerie d'art[77]),
- Gare de Blois-Vienne (reconvertie en habitations),
- Gare de Blois Électrique (rattachée à l'ALCV),
- Hôpital de Vienne (reconverti en hôtel de luxe),
- Hôpital psychiatrique (en cours de réhabilitation),
- Octroi de Blois-Vienne (reconverti en habitations),
- Pont Saint-Louis (détruit en 1716),
- Tramways de Blois, TLC et TELC (démantelés en 1934).

### Loisirs
Chaque été, une guinguette ouvre ses portes au port de la Creusille, réaménagé en port de plaisance et parc citadin. En avril, le parc des expositions a l’habitude d’accueillir une fête foraine. Dans la rue Bertheau, une école privée tient le théâtre Monsabré, héritier du théâtre du même nom qui avait été détruit en 1940.

### Culte
Blois-Vienne est le berceau de la légende de Notre Dame des Aydes. Au XVIe siècle, des mariniers de la Creusille auraient remonté une statue dans leurs filets puis l’auraient déposée dans l’église Saint-Saturnin. Elle deviendra le vocable de la ville de Blois après une épidémie de peste en 1831, une épidémie de choléra en 1848, ainsi que les crues de la Loire.
L’église Saint-Saturnin n’est pas l’unique lieu de culte présent en Vienne. Existent aussi deux églises évangéliques (rue Sainte-Anne et rue de Bas-Rivière) et une église portugaise (rue Jean de Morvilliers).

### Enseignement
Quant aux établissements d’enseignement, le quartier compte :
- trois écoles maternelles (Pauline-Kergomard[Note 12], Lucie-Aubrac[Note 13]), dont une privée (Monsabré) ;
- trois écoles élémentaires (Marcel-Bühler, Lucie-Aubrac[Note 13]), dont une privée (Monsabré) ;
- un collège (Blois-Vienne) ; et,
- un lycée d’enseignement spécifique (lycée horticole Charles-Plumier).

### Vocabulaire viennois
Dans le langage quotidien, les Blésois disent « en Vienne » ou bien « à Blois-Vienne ». En Vienne, la « levée de la Loire » se tient uniquement du côté du fleuve. Les levées du côté sud, au niveau de la Bouillie, sont plutôt qualifiées de « digues ». Bergevin et Dupré attribuent d'ailleurs leur construction à la reine Catherine de Médicis.
Parmi les bateaux présents à la Creusille, il y a des fûtreaux, des toues cabanées ainsi que des chalands (ou gabares).
Dans l’ouest de la France métropolitaine, une métairie est une large parcelle agricole généralement gérée collectivement entre un métayer et un laboureur. À Blois-Vienne, les grandes fermes du Moyen Âge ont laissé place à des métairies maraîchères, notamment celles de la Vacquerie, des ponts Saint-Michel, mais également à des jardins familiaux. Certains de ces espaces sont situés à l’intérieur de l’enceinte des digues.

## Personnalités liées au quartier
- Pierre de Blois (né vers 1130)[B 4] ;
- Jules Contant (1852-1920), artiste peintre ;
- Marcel Bühler, ancien maire de Blois,
- Bernard Lorjou (1908–1986), artiste peintre et graveur[79].
- René Guénon (1886 - 1951) métaphysicien français faisant autorité dans les domaines de l’ésotérisme, du symbolisme et de l’étude comparée des religions.